# Estação Lavalle
A Estação Lavalle é uma das estações do Metro de Buenos Aires, situada em Buenos Aires, entre a Estação General San Martín e a Estação Diagonal Norte. Faz parte da Linha C.
Foi inaugurada em 06 de fevereiro de 1936. Localiza-se no cruzamento da Rua Esmeralda com a Rua Lavalle. Atende o bairro de San Nicolás.